# Narita Takaki
Narita Takaki (japanisch 高木 成太 Takaki Narita; * 5. April 1977 in der Präfektur Nagasaki) ist ein ehemaliger japanischer Fußballspieler.

## Karriere
Takaki erlernte das Fußballspielen in der Schulmannschaft der Kunimi High School. Seinen ersten Vertrag unterschrieb er 1996 bei den Blaze Kumamoto. 1998 wechselte er zum Erstligisten Verdy Kawasaki (heute: Tokyo Verdy). 1999 wechselte er zum Drittligisten Yokohama FC. 1999 und 2000 wurde er mit dem Verein Meister der Japan Football League und stieg in die J2 League auf. Für den Verein absolvierte er 102 Ligaspiele. 2002 wurde er an den Erstligisten Tokyo Verdy ausgeliehen. Für den Verein absolvierte er 14 Erstligaspiele. 2003 kehrte er zu Yokohama FC zurück. Für den Verein absolvierte er 23 Ligaspiele. Danach spielte er bei den FC Horikoshi, FC Gifu und MIE Rampole. Ende 2006 beendete er seine Karriere als Fußballspieler.